# Keisuke Kuwata
Keisuke Kuwata (jap. 桑田 佳祐  Kuwata Keisuke ; ur. 26 lutego 1956 roku w Chigasaki, Prefekturze Kanagawa) – japoński wokalista, gitarzysta, multiinstrumentalista, autor tekstów i frontman zespołu rockowego Southern All Stars, aktywnego w przemyśle muzycznym od 1978 roku.

## Biografia
Kuwata często eksperymentował z różnymi stylami muzyki western z j-popem, czym dał się poznać szerszej publiczności w Japonii. Poza wokalistyką, zajmował się między innymi produkcją płyt i reżyserią filmów. Umie grać na gitarze, basie, perkusji, a także na keyboardzie. Wokalista został sklasyfikowany na 12. miejscu listy 100 najwybitniejszych japońskich artystów wszech czasów, sporządządzonej przez portal HMV w 2003 roku.

## Dyskografia

### Dyskografia solowa
Albumy studyjne
- 1988: Keisuke Kuwata
- 1994: Kodoku no Taiyou
- 2002: Rock and Roll Hero
- 2011: Musicman[5]